# Katherine Worsley
Katherine Worsley, duquessa de Kent (Hovingham Hall (Yorkshire) 1933). Duquessa de Kent a través del seu matrimoni amb el present duc i membre de la família reial britànica des de 1961. La duquessa ostenta el tractament d'altesa reial.
Nascuda a Hovingham Hall el dia 22 de febrer de 1933 essent filla del coronel sir William Worsley i de Joyce Morgan, descendent de sir John Tomlinsonn Brunner, fundador de Brunner Mond.
Educada a l'Escola Reina Margarida de York i posteriorment a l'Escola Runton Hill, aviat desenvolupà un gran interès per la música, especialment pel piano, el violí i l'òrgan. Posteriorment, treballà de professora particular de música. Després de no superar les proves per entrar a la Royal Academy of Music, s'incorporà a la Universitat d'Oxford on continuà els seus estudis de música.
El 8 de juny de 1961 contragué matrimoni a la Catedral de York amb el príncep Eduard del Regne Unit, fill del príncep Jordi del Regne Unit i de la princesa Marina de Grècia. Eduard era net del rei Jordi V del Regne Unit i de la princesa Maria de Teck d'una banda, i del príncep Nicolau de Grècia i de la gran duquessa Helena de Rússia.
Després del casament rebé el títol de duquessa de Kent i el tractament d'altesa reial. La parella tingué tres fills:
- Lord Jordi Windsor, comte de Saint-Andrews, nascut a Londres el 1962. Casat des de 1987 amb Sylvana Tomaselli.

- Lady Helena Windsor, nascuda a Londres el 1964. Es casà el 1992 a Londres amb Timothy Taylor.

- Lord Nicolau Windsor, nascut a Londres el 1970. Es casà a Roma el 2006 ambPaola Louise Marica Doimi de Lupis.